# Me (album đĩa đơn)
Me (viết cách điệu là ME) là album đĩa đơn đầu tay của nữ ca sĩ người Hàn Quốc đồng thời là thành viên của nhóm nhạc Blackpink Jisoo. Album được phát hành vào ngày 31 tháng 3 năm 2023 thông qua hãng YG Entertainment và Interscope Records. Album đã bắt đầu được đặt hàng trước vào ngày 5 tháng 3. Đĩa đơn "Flower" cũng đã được phát hành dưới dạng đĩa đơn chủ đạo vào cùng ngày phát hành với album. Sau những quyết định về sự nghiệp ở bên ngoài nhóm, vào tháng 1 năm 2023, cô đã bắt đầu công việc sáng tác album cùng với những người đồng sự lâu năm là 2 nhà sản xuất 24 và R. Tee. Album đã nhận được nhiều đánh giá tích cực từ các nhà phê bình âm nhạc, những người khen ngợi cho lời ca từ cũng như là cách sản xuất phức tạp đã làm nổi bật cho giọng hát độc đáo của Jisoo.
Là một album nhạc pop và nhạc trap được chịu ảnh hưởng từ các thể loại nhạc dance, synth-pop, nhạc cụ truyền thống Hàn Quốc cũng như là các yếu tố từ nhạc Caribe. Me có một phong cách âm nhạc khá tinh tế, với những bài hát lấy cảm hứng cho sự khát vọng và tự tin của cô. Với ca từ nói lên những vấn đề lãng mạn, vượt qua một mối quan hệ và sự phát triển về bản thân của Jisoo với tư cách là một con người.
Album đã ra mắt ở vị trí đầu bảng trên bảng xếp hạng Circle Album Chart với hơn 1,03 triệu bản đã được bán ra trong vòng chưa đầy hai ngày. Album được ghi nhận đã trở thành album bán chạy nhất của một nữ nghệ sĩ solo trong lịch sử bảng xếp hạng và cũng là album đầu tiên của một nữ nghệ sĩ solo bán được hơn một triệu bản. "Flower" đã được phát hành dưới dạng đĩa đơn chủ đạo vào cùng ngày vói album. Bài hát đã ra mắt ở vị trí thứ hai trên cả 2 bảng xếp hạng Billboard Global 200 và Circle Digital Chart, trở thành ca khúc lọt vào top 40 đầu tiên của một nữ nghệ sĩ solo Hàn Quốc trên bảng xếp hạng UK Singles Chart và cả NZ Singles Chart.

## Bối cảnh
Sau khi thành viên cùng nhóm Jennie đã phát hành đĩa đơn "Solo" (2018), Rosé với album R (2021) Lisa với album Lalisa (2021), mọi sự chú ý bắt đầu đổ dồn về phía Jisoo khi cô là thành viên cuối cùng của Blackpink chưa ra mắt với tư cách là một nghệ sĩ solo. Trong một cuộc phỏng vấn với tạp chí Rolling Stone, nữ ca sĩ này chia sẻ rằng cô vẫn đang cảm thấy "chưa chắc chắn" về việc có nên theo đuổi sự nghiệp âm nhạc bên ngoài nhóm và cả hướng đi của nó hay không. Vào ngày 2 tháng 1 năm 2023, YG Entertainment đã chính thức xác nhận rằng Jisoo đang trong quá trình thu âm cho album đĩa đơn của cô và cũng đã hoàn thành việc quay các buổi chụp ảnh bìa cho album. Vào ngày 21 tháng 2, phía công ty YG đã tiết lộ rằng việc quay video âm nhạc cho cô đang được tiến hành ở một địa điểm bí mật ở nước ngoài, với kinh phí sản xuất cao nhất mà họ từng đầu tư trong một video âm nhạc của Blackpink.

## Sáng tác
Là một album nhạc pop và trap được chịu ảnh hưởng từ các thể loại nhạc dance, synth-pop, nhạc cụ truyền thống Hàn Quốc cũng như là các yếu tố từ nhạc Caribe. Roby India từ tạp chí Nylon đã nhận định rằng, album là một sự khám phá những câu chuyện tình yêu lãng mạn và sự phát triển của bản thân từ Jisoo với tư cách là một con người. Album đã làm nổi bật thế mạnh giọng hát của Jisoo thông qua nhịp độ "dòng chảy dễ chịu và ca từ vô độ" khi Jisoo kể câu chuyện về một cô gái đau khổ đã vượt qua nỗi đau và rời bỏ mối quan hệ độc hại bằng "sự tự tin không thể chạm tới" qua 2 bài hát.
Album đĩa đơn mở đầu qua đĩa đơn chủ đạo "Flower", là một đoạn âm thanh được đặc trưng bởi những âm trầm "đặc biệt", cùng với cách sắp xếp tối giản, ca từ thơ mộng và "giọng hát độc đáo của Jisoo" kết hợp với nhạc dance tối giản cùng với những tiếng nhạc pop và nhạc trap lướt nhe qua một cách không rõ ràng. Với nhịp độ trung bình kết hợp cùng với những giai điệu truyền thống của Hàn Quốc và các yếu tố của nhạc Caribe được chơi với một vài thời điểm im ắng. Lời ca nói viết về việc vượt qua một mối quan hệ độc hại, khi nhân vật chính rời bỏ mối quan hệ và "không để lại gì, chỉ còn mỗi mùi hương của thực vật". Trong ca khúc, từ "Hoa" (Flower) được sử dụng như là một phép ẩn dụ đựoc dùng để diễn tả nỗi đau sao cho nó phù hợp với lời bài hát ở đoạn điệp khúc "Chả còn cái gì ngoài một mùi hương hoa". Cuối cùng, "những bông hoa sẽ tự nở và nở" khi các nhân vật chính rời bỏ mối quan hệ và trở về với chính cô, lời bài hát kết thúc qua một câu ở trong đoạn hậu điệp khúc "Mùa xuân đến nhưng chúng ta phải nói lời tạm biệt".
Ca khúc thứ hai của album mang tên "All Eyes on Me" là một bài hát với nhịp điệu vui vẻ, lạc quan theo điệu dance-pop kết hợp các yếu tố synth-pop cùng với một vài nhịp điệu của nhạc điện tử EDM. Ca khúc mô tả về một cô gái nhận biết đến giá trị của mình và những gì mà cô thấy xứng đáng qua những câu: “Một là không đủ, hãy nhìn vào mắt tôi / Tôi không muốn một nửa, chỉ cần nhìn tôi thôi / Đã cho rồi, không tham lam nữa đâu”.

## Chủ đề
Jisoo đang giới thiệu cho album, Newsis
Tên của album đĩa đơn, Me, đại diện cho sự khát vọng và sự tự tin mạnh mẽ của Jisoo, thể hiện được màu sắc riêng biệt và vẻ đẹp nguyên bản của cô với tư cách là một nghệ sĩ solo.  Album cũng đề cập đến một ký tự Trung Quốc (美), có nghĩa là vẻ đẹp. Bằng cách đưa ra một ý nghĩa kép cho tiêu đề, Jisoo không chỉ làm sáng tỏ phong cách âm nhạc độc đáo của cô mà còn về tính thẩm mỹ, tính hình ảnh ở trong album của cô. Trong phần hỏi đáp với tạp chí The Korea Times, Jisoo đã giải thích rằng "Thông qua Tôi, tôi muốn thể hiện một khía cạnh chưa được khám phá của chính mình mà không đánh mất được sự độc đáo của mình. Đó chính là một album về bản thân tôi. Khi tôi làm việc với nó, tôi đã phát hiện ra những nét duyên dáng tiềm ẩn của mình và cảm thấy như mình đã trưởng thành. Tôi đã tham gia vào quá trình sản xuất tổng thể của nó, chia sẻ những ý tưởng của mình về âm nhạc, ý tưởng và cả video âm nhạc, cùng những thứ khác".

### Phong cách
Jisoo đã sử dụng các màu đỏ đậm, đen và trắng với điểm nhấn chính là hoa cho trang phục của cô từ các bài đăng trên mạng xã hội trong thời gian quảng bá Me. Từ ngày 15 đến ngày 21 tháng 3, Jisoo đã phát hành hai video về hình ảnh cho album đĩa đơn. Trong video đầu tiên, Jisoo mặc một bộ trang phục với họa tiết ngựa vằn "sang trọng" và những bông hoa màu đỏ "nổi bật" bao quanh, đi kèm với đó là một bản nhạc cụ nền mang nặng âm hưởng truyền thống. Video thứ hai chủ yếu có bảng màu đen và trắng. Jisoo xuất hiện trong chiếc áo crop top đen và chân váy rộng "hoàn thiện bằng satin".

## Phát hành
Vào ngày 5 tháng 3, bức ảnh teaser đầu tiên đã được đăng tải lên các tài khoản mạng xã hội của Blackpink, xác nhận rằng dự án solo của Jisoo sẽ được phát hành vào ngày 31 tháng 3 năm 2023. Cùng ngày hôm đó, album đĩa đơn cũng đã có sẵn để có thể đặt hàng trước, album có hai phiên bản tiêu chuẩn cùng với phiên bản Kit và phiên bản vinyl màu tím. Jisoo cũng đã trực tiếp tham gia thiết kế để "tăng thêm độ nổi bật cho album". Vào ngày 8 tháng 3, tựa đề của album đã được công bố là ME và ảnh bìa cũng đã được tiết lộ trên một áp phích quảng bá có cận cảnh là Jisoo trong các phụ kiện hoa trên nền xanh lục. Một tấm áp phích quảng bá thứ hai đã được phát hành vào ngày 12 tháng 3, bức áp phích mô tả Jisoo đang mặc một chiếc váy xếp nếp màu trắng trên nền đen. Vào ngày 15 tháng 3, Jisoo đã tiết lộ video teaser đầu tiên cho album, trong video là môt vài khung cảnh về Jisoo đang mặc một chiếc váy màu đỏ. Vào ngày 19 tháng 3, tên của đĩa đơn chủ đạo trong album đã được công bố mang tên là "Flower". Vào ngày 21 tháng 3, Jisoo đã tiếp tục phát hành video hình ảnh teaser thứ hai cho album, vẫn với khung cảnh Jisoo nhưng lần này cô lại mặc một chiếc váy màu đen đậm chất thẩm mỹ. Danh sách đầy đủ ca khúc và thông tin về đội ngũ sản xuất cho album cũng đã được công bố vào ngày 27 tháng 3. Me đã được phát hành trên toàn cầu vào ngày 31 tháng 3 thông qua hãng YG và Interscope kết hợp với video âm nhạc cho ca khúc "Flower".

## Quảng bá
Để chúc mừng cho màn trở lại của cô, Jisoo đã tổ chức một buổi phát sóng trực tuyến một giờ trước khi phát hành album để nói về chính album và video âm nhạc. Vào ngày 7 tháng 4, Jisoo đã xuất hiện trong chương trình No Prepare mùa thứ hai của Lee Young-ji trên YouTube với tư cách là khách mời đầu tiên. Vào ngày 8 tháng 4, Jisoo đã xuất hiện trên YouTube với loạt video Autocomplete Interviews của tạp chí Wired, trong video, Jisoo đã trả lời các câu hỏi thường gặp nhất trên mạng.

## Đánh giá chuyên môn
| Đánh giá chuyên môn | Đánh giá chuyên môn |
| Nguồn đánh giá      | Nguồn đánh giá      |
| Nguồn               | Đánh giá            |
| ------------------- | ------------------- |
| NME                 | [ 25 ]              |
| The Harvard Crimson | [ 26 ]              |

Me đã nhận được nhiều phản hồi tích cực từ các nhà phê bình âm nhạc, những người đã ca ngợi về những ca từ cá nhân và cách dàn dựng mới mẻ. Rhian Daly từ NME đã cho ca khúc 4 trên 5 sao cho album, mô tả album giống như một sự giới thiệu hai mặt trong nghệ thuật của Jisoo. Đặc biệt, Daly nhận thấy rằng, đĩa đơn chủ đạo "Flower" là một trong những bài hát K-pop hay nhất của năm và ca ngợi nó vì đã kết hợp được "sự sang trọng với tính sáng tạo và các yếu tố sản xuất hiện đại cùng với những âm hưởng truyền thống". Mặt khác, cô cho rằng ca khúc mặt B "All Eyes On Me" lại thiếu mảng âm nhạc hơn so với "Flower", mặc dù lời bài hát của ca khúc đôi khi vẫn gói gọn một sự chất lượng lôi cuốn". Viết từ tờ Rolling Stone, Tim Chan đã khen ngợi "quá trình sản xuất nhanh nhạy" và giọng hát đầy tự tin của Jisoo trong ca khúc "Flower" và cũng mô tả ca khúc "All Eyes on Me" là một "ca khúc nhạc pop gây ấn tượng mạnh". Samantha H. Chung từ tờ The Harvard Crimson đã gọi ca khúc "Flower" là một "màn ra mắt đạm chất sang trọng, thoải mái", với sự đánh giá cao về "đường rãnh tinh vi, trưởng thành" và những "câu luyến láy hấp dẫn", đồng thời cô khen ngợi về "sức hút ngầm" của Jisoo khi thể hiện ca khúc. Cô cảm thấy rằng ca khúc thứ hai, "All Eyes on Me" là một sự bổ sung mạnh mẽ giúp "thể hiện một khía cạnh khác của Jisoo đồng thời làm nổi bật giọng hát và phong cách đặc biệt cho cô ấy".

## Diễn biến thương mại
Me đã vượt qua 510.000 đơn đặt hàng trước chỉ trong vòng hai ngày và 840.000 đơn đặt hàng trước trong vòng một tuần. Chỉ trong vòng hai tuần, album đĩa đơn đã vượt qua 950.000 đơn đặt hàng trước, con số cao nhất từ trước đến nay của một nữ nghệ sĩ K-pop solo. Vào ngày 28 tháng 3, YG Entertainment đã thông báo rằng album "Me" đã vượt qua hơn 1,24 triệu đơn đặt hàng trước chỉ trong vòng ba tuần, đưa Jisoo trở thành nữ nghệ sĩ solo K-pop đầu tiên có album đã bán được hàng triệu bản. Tính đến ngày 30 tháng 3, album đã vượt qua khoảng 1,31 triệu đơn đặt hàng trước. Theo Bảng xếp hạng Hanteo của Hàn Quốc, trong ngày đầu tiên phát hành, album đã bán được khoảng 876.249 bản trong ngày đầu tiên phát hành và 1,172,351 bản chỉ trong tuần đầu tiên phát hành. Album đã phá vỡ cả kỷ lục trước đó là album Lalisa của nữ rapper cùng tên, album đã đạt 2 kỷ lục cho album có doanh thu cao nhất trong tuần đầu tiên phát hành của một nghệ sĩ solo nữ và là album bán chạy nhất trong lịch sử của một nữ nghệ sĩ K-pop. Cô cũng ghi nhận được mức doanh thu trong tuần đầu tiên cao thứ hai trong số tất cả các nghệ sĩ nữ, chỉ đứng sau album của chính nhóm Blackpink là Born Pink. Phiên bản vật lý của album đã ra mắt ở vị trí đầu bảng trên bảng xếp hạng Circle Album Chart với 875.922 bản đã được bán ra, trong khi phiên bản Nemo của album đã ra mắt ở vị trí thứ sáu với 88.632 bản đã được bán ra và phiên bản Kit đã ra mắt ở vị trí thứ bảy với 69.520 bản được bán ra, tất cả đều phát hành chưa đầy 2 ngày.

## Danh sách ca khúc
| Danh sách ca khúc của album Me | Danh sách ca khúc của album Me | Danh sách ca khúc của album Me   | Danh sách ca khúc của album Me | Danh sách ca khúc của album Me | Danh sách ca khúc của album Me |
| STT                            | Nhan đề                        | Phổ lời                          | Phổ nhạc                       | Biên khúc                      | Thời lượng                     |
| ------------------------------ | ------------------------------ | -------------------------------- | ------------------------------ | ------------------------------ | ------------------------------ |
| 1.                             | "Flower" (꽃; Kkot)            | Vince Stony Skunk VVN Teddy Park | 24 VVN Kush                    | 24                             | 2:53                           |
| 2.                             | "All Eyes On Me"               | Teddy Park Vince                 | Teddy Park R. Tee 24 VVN       | 24 R. Tee                      | 2:44                           |
| Tổng thời lượng:               | Tổng thời lượng:               | Tổng thời lượng:                 | Tổng thời lượng:               | Tổng thời lượng:               | 5:37                           |

| Me – Bản CD (có bài hát bonus) | Me – Bản CD (có bài hát bonus)   | Me – Bản CD (có bài hát bonus)   | Me – Bản CD (có bài hát bonus) | Me – Bản CD (có bài hát bonus) |
| STT                            | Nhan đề                          | Phổ nhạc                         | Biên khúc                      | Thời lượng                     |
| ------------------------------ | -------------------------------- | -------------------------------- | ------------------------------ | ------------------------------ |
| 3.                             | "Flower 꽃; Kkot" (instrumental) | Vince Stony Skunk VVN Teddy Park | 24 VVN Stony Skunk             | 2:53                           |
| 4.                             | "All Eyes On Me" (instrumental)  | Teddy Park R. Tee 24 VVN         | 24 R. Tee                      | 2:44                           |
| Tổng thời lượng:               | Tổng thời lượng:                 | Tổng thời lượng:                 | Tổng thời lượng:               | 11:14                          |

## Bảng xếp hạng
| Bảng xếp hạng (2023)           | Thứ hạng |
| ------------------------------ | -------- |
| Hungary (Single Top 40)        | 6        |
| Nhật Bản (Oricon)              | 24       |
| Nhật Bản (Oricon Combined)     | 46       |
| Nhật Bản (Billboard Top Sales) | 8        |
| Hàn Quốc (Circle)              | 1        |
| Hàn Quốc (Circle) Bản Nemo     | 4        |
| Hàn Quốc (Circle) Bản Kit      | 7        |

| Bảng xếp hạng (2023)       | Thứ hạng |
| -------------------------- | -------- |
| Hàn Quốc (Circle)          | 3        |
| Hàn Quốc (Circle) Bản Nemo | 15       |
| Hàn Quốc (Circle) Bản Kit  | 16       |

## Chứng nhận doanh số
| Quốc gia | Chứng nhận | Số đơn vị/doanh số chứng nhận |
| -------- | ---------- | ----------------------------- |
| Hàn Quốc | —          | 1,298,024                     |

## Lịch sử phát hành
| Quốc gia | Ngày phát hành      | Định dạng                          | Hãng đĩa      | Nguồn  |
| -------- | ------------------- | ---------------------------------- | ------------- | ------ |
| Toàn cầu | 31 tháng 3 năm 2023 | CD tải kỹ thuật số phát trực tuyến | YG Interscope | [ 41 ] |
| Hàn Quốc | 31 tháng 3 năm 2023 | Kit                                | YG            | [ 42 ] |
| Hàn Quốc | 1 tháng 8 năm 2023  | LP                                 | YG            | [ 43 ] |